# Колхапур (округ)
Колхапур (маратхи कोल्हापूर जिल्हा; англ. Kolhapur) — округ в индийском штате Махараштра. Образован 1 мая 1960 года. Административный центр — город Колхапур. Площадь округа — 7685 км². По данным всеиндийской переписи 2001 года население округа составляло 3 523 162 человека. Уровень грамотности взрослого населения составлял 76,9 %, что выше среднеиндийского уровня (59,5 %). Доля городского населения составляла 29,8 %.